# Жељко Малнар
Жељко Малнар (Загреб, 12. април 1944 — Загреб, 9. јул 2013) био је хрватски пустолов, путописац, аутор документарних филмова, ТВ водитељ.
Малнар је аутор преко 70 документарних филмова и репортажа из Турске, Јордана, Ирака, Ирана, Авганистана, Пакистана, Индије, Шри Ланке, Малдива, Тајланда, Панаме, Порторика, Еквадора, Самое, с јужнога Пацифика, Нових Хебрида (Вануатуа), Соломонових Острва... Носилац је многих признања у свету (Чикашки филмски фестивал, Барселона филм фестивал...), а 1986. године добија кључеве града Форт Ворт Далас у америчкој држави Тексас од градоначелника Боба Болана као награду за зближавање култура и народа.

## Биографија
Његов први поход био је 1964. године на подручју Перућице, у Босни и Херцеговини, посљедње преостале прашуме у Европи.
Између 1965. и 1995. у бројним експедицијама пропутовао је Блиски исток, Африку, Јужну Америку, Океанију, Пакистан и Индију. Коаутор је књиге "У потрази за стакленим градом".
У периоду између 1970. и 1974. студирао је филозофију и масовне медије у Индији и индијски филозоф Свами Ашрам Шама, што му је омогућило да стекне бољи увид у индијско друштво. Студије је завршио као најбољи страни студент. Диплому је примио лично од индијског председника В. В. Гирија. У Индији је радио за стране продуценте (Don Charnon, Canadian film ltd, Indian film division) и за владу државе Раџастан. Године 1977. водио је експедицију загребачке телевизије под називом "Путовање на исток", која је имала велики успех.
Године 1982. постао је вођа стручних експедиција, а радио је на Институту за екотехнику са седиштем у Лондону. За једну америчку компанију водио је једну од највећих експедиција на свету под називом „Око тропског света“ (1982–1986). Аутор је документарног серијала са експедицијом под називом „Путовање у друге светове“. Спелеолошко учешће у експедицијама које су постигле свет прихватило је резултате у научном свету (откриће најдуже чорбе).
Малнар је 1992. године започео продукцију Ноћна мора, емисије у којој су гостовали многи сликовити ликови са загребачких улица (Кро Ром, Станкец, Тарзан, Јаран, Лаки, Шева итд.). Малнар се почетком 1990-их прогласио председником тзв. Републике Пешченице, сатирично-пародијског пројекта, пародије на савремену хрватску политичку сцену.
Градско вијеће Загреба је 2004. године предложило Жељка Малнара за градску плакету за рад на Сцени кошмара, за „аутентичност, храбро супротстављање вештачком виртуелном свету, лажну величину и лицемерје у друштву“.
Године 2005. Малнарова ТВ емисија укључивала је кадрове из локалног порнографског филма, што је довело до тога да је хрватска агенција за регулацију електронских медија осудила његову тадашњу станицу ОТВ и искључила је из етера на период од 24 сата.

## Пут Александра Великог
Малнар је одувек био фасциниран Александром Великим и његовим путовањима на коњима. Одлучио је да понови Александрово путовање у Авганистан коњем. Како је касније рекао, то је за њега била највиша и најтежа експедиција коју није завршио. После две године припрема 30. маја 1991. Малнар је са своја четири друга, четири коња и џипом кренуо на исток. Почели су у Карловцу и путовали преко Македоније и Бугарске до Турске. Малнар је у Турској сазнао да је у Хрватској избио рат па је одлучио да путује под хрватском заставом уместо под југословенском, што је довело до отказивања спонзорства и финансијских проблема. На улазу у Сирију Басел ел Асад је чуо за њихову експедицију и обезбедио све залихе, јер је осећао да воде светски подухват. Малнар је у Либану био гост шеика Абаса ал-Мусавија, који је погинуо десет дана касније у израелском нападу. Примио их је и Мохамед Хусеин Фадлалах. Путовање је прекинуто 1993. у Јордану, у близини границе са Саудијском Арабијом, због личног губитка у Малнаровој породици.